# موسی عرفات
موسی عرفات (عربی: موسى عرفات) (زاده: ۱۶ سپتامبر ۱۹۴۰ – درگذشته: ۷ سپتامبر ۲۰۰۵) در یافا به‌دنیا آمد و در غزه درگذشت، وی یک سرلشکر سابق و از نزدیکان یاسر عرفات می‌باشد.

## تحصیلات
موسی عرفات در سال ۱۹۶۱ در مدرسه حقوق در دانشگاه قاهره مشغول به تحصیل شد اما تحصیلاتش را کامل نکرد. او در سال ۱۹۶۵ توسط مقامات مصری دستگیر شد. مدرک علوم نظامی را در یوگسلاوی از آکادمی تیتو دریافت کرد و در بسیاری از دوره‌های نظامی در مصر، سوریه، ویتنام، چین، روسیه و یوگسلاوی شرکت نمود.

## فعالیت نظامی
موسی عرفات پس از وقایع جرش توسط نیروهای امنیتی اردن در ماه سپتامبر دهه ۱۹۷۰ دستگیر شد. همچنین توسط نیروهای امنیتی سوریه دستگیر و در زندان‌های سوریه مورد شکنجه شدید قرار گرفت. عرفات در جنگ ۱۹۶۷ در سوریه شرکت کرد و طی سالهای ۶۸، ۶۹ و ۱۹۷۰ نیروهای فلسطینی را در بخش جنوبی اردن رهبری کرد. او همچنین در مارس ۱۹۶۸ در نبرد کرما شرکت کرد.

## مناصب نظامی
پس از خروج نیروهای فلسطینی به تونس در سال ۱۹۸۲، سرلشکر موسی عرفات منصب معاون دستگاه اطلاعاتی سازمان آزادیبخش فلسطین را اشغال کرد و پس از امضاء معاهده صلح بین اسرائیل و سازمان آزادیبخش فلسطین به غزه بازگشته و شروع به ایجاد سرویس اطلاعاتی نظامی کرد. در ماه نوامبر سال ۲۰۰۴، به جای سرلشکر عبدالرزاق المجایده به عنوان رئیس امنیت ملی در نوار غزه منصوب شد، این انتصاب منجر به مخالفت گسترده در بین مخالفان عرفات شد.
پس از آن سرلشکر موسی عرفات، مشاور نظامی محمود عباس رئیس تشکیلات خودگردان فلسطین شد. سرلشکر موسی عرفات یک نقش فعال در این دوره از انتفاضه دوم (انتفاضه اقصی) ایفا کرد.

## ترور
- در روز ۲۴ ژوئیه ۲۰۰۳، از یک تلاش برای ترور وی که با یک موشک دفترش در ساختمان السرایا مورد هدف قرار گرفت جان سالم بدر برد.
- در ۱۲ اکتبر ۲۰۰۴، نیز از انفجار یک خودرو که درحین خروجش از مرکز اصلی در ساختمان السرایا رخ داد مجدداً جان سالم بدر برد.
- در ۷ سپتامبر ۲۰۰۵، او ترور شد، حدود ۱۵۰ تن از مردان مسلح خانه او را در محلهٔ جنوبی الرمال در ساعت ۳ صبح مورد تهاجم قرار دادند و سه تن از نگهبانان وی را دست بند زدند و به نفر چهارم شلیک کردند و درهای خانه را با مواد منفجره منهدم کردند و در حالی که او در خانه اش جان خود را از دست داده بود او را به خیابان حمل کرده و۳۳ گلوله به وی شلیک کردند و پسر وی منهل را دستگیر کردند و منزلش را سوزاندند. پس از چند روز پسر وی آزاد شد و برای سرلشکر موسی عرفات یک مراسم تدفین رسمی نظامی برگزار شد.[۴][۵][۶]